# 橘和子
橘 和子（たちばな かずこ、1950年7月5日 - ）は、日本の元女優。本名（旧姓）は同じ。姉は大映映画やテレビドラマで活躍した元女優の姿美千子。北海道札幌市出身。

## 来歴・人物
5人兄妹の末っ子（三女）として北海道札幌市南8条西3丁目で生まれた。生家は染物業を営んでいた。中学2年の時、家族とともに東京都調布市にに移住。姉の影響で早くから女優を志した。1966年1月、雑誌『女学生の友』主催の「ミス・ジュニア・フラワーコンテスト」でグランプリとなり（準グランプリは早瀬久美）、ファッションモデルとして活動。同年6月、日活の渡哲也の相手役募集のオーディションに合格し、11月公開の渡主演の映画『続東京流れ者 海は真っ赤な恋の色』で女優デビュー。渡とは以降も、『嵐を呼ぶ男』『星よ嘆くな 勝利の男』『錆びたペンダント』などの作品で共演している。また、テレビドラマ『三姉妹』『愛妻くんこんばんは』などにも出演。
1969年12月9日、プロ野球読売ジャイアンツ投手の高橋一三と結婚して引退。

## 出演作品

### 映画
※特記のない限り全て日活作品。
- 続東京流れ者 海は真っ赤な恋の色（1966年） - 戸田節子
- 嵐を呼ぶ男（1966年） - 立花公子
- 新・男の紋章 若親分誕生（1967年） - おしん
- 星よ嘆くな 勝利の男（1967年） - 朝吹圭子
- 錆びたペンダント（1967年） - 和枝
- 君は恋人（1967年）　※カメオ出演
- 藤猛物語 ヤマト魂（1968年） - ジローの恋人ひろ子
- 青春の風（1968年） - 加山令子
- 夜の最前線 女狩り（1969年） - ユキ

### テレビドラマ
- 大河ドラマ（NHK）
  - 三姉妹 第42話・第43話（1967年） - きぬ
- 愛妻くん 第47話「ラブレター」 （1967年、TBS / 日活）
- 愛妻くんこんばんは（TBS / 日活）
  - 第3話「ジンクスが破れる時」（1967年）
  - 第25話「結婚の設計」（1968年）
- ある日わたしは（1967年 - 1968年、NTV） - 美枝
- 喧嘩太郎（1968年 - 1969年、MBS / 日活） - 若子
- 颱風とざくろ（1969年、NTV / 日活） - 塩沢（高田）ゆうこ
- 犬と麻ちゃん 第19話「恋と涙と愛」（1969年、NET / 日活）